# Mainbrücke Wertheim
Die Mainbrücke Wertheim ist eine Straßenbrücke zwischen Kreuzwertheim und Wertheim, die bei Flusskilometer 157,37 den Main mit der Landesgrenze zwischen Bayern (im Landkreis Main-Spessart) und Baden-Württemberg (im Main-Tauber-Kreis) überspannt. Sie überführt auf bayerischer Seite die Kreisstraße MSP 32 und die Landesstraße L 2310 auf baden-württembergischer Seite. Das Bauwerk besitzt zwei Fahrstreifen sowie einseitig einen Gehweg. Bis 1984 hatte das Bauwerk einen zweiten Überbau für die Bahnstrecke Lohr–Wertheim.

## Geschichte

### Brückenbau 1879 bis 1882
Am 23. November 1871 schlossen das Königreich Bayern und das Großherzogtum Baden einen Staatsvertrag zum Bau einer eingleisigen Eisenbahn- und Straßenbrücke über den Main östlich von Wertheim. Es wurden für die Zwillingsbrücken gemeinsame Widerlager und Pfeiler bei einer Gesamtlichtweite von 170,9 m mit drei Öffnungen vorgesehen.
Die Gründungsarbeiten begann am 30. Juli 1880 das Nürnberger Bauunternehmen Franz Xaver Brandl. Die Gründung der 2,0 bis 2,8 m dicke Betonfundamente für die Pfeiler erfolgte auf dem in etwa 6 m Tiefe unter dem Mainniederwasser anstehenden Buntsandsteinfelsen im Schutze von Spundwänden, wobei das einströmende Wasser vier Lokomobile mit Zentrifugalpumpen aus der Baugrube förderten. Die Pfeiler und Widerlager wurden mit Buntsandsteinen gemauert und waren am 3. Mai 1881 fertig gestellt. Im Juli 1881 starteten die Montagearbeiten der eisernen Überbauten für die Eisenbahnbrücke. Die mit dem Schiff angelieferten Bauteile kamen von der Süddeutschen Brückenbau AG aus Gustavsburg. Ende August 1881 waren die Fachwerkbrücken, Parabelträger mit polygonal gekrümmten Obergurt, mit unten liegender Fahrbahn fertig gestellt, und am 1. Oktober 1881 wurde auf der Bahnstrecke Lohr–Wertheim der Verkehr aufgenommen.
Die Eröffnung der Straßenbrücke, stromabwärts von der Eisenbahnbrücke liegend, folgte acht Monate später am 2. Juli 1882 mit einem Volksfest. Mit einer Fahrbahnbreite von 4,7 m und 0,9 m breiten beidseitigen Gehwegen war es die erste Mainbrücke für den Individualverkehr zwischen Klingenberg am Main und Marktheidenfeld. Die drei Überbauten waren gleichermaßen gestaltet wie bei der Eisenbahnbrücke. Sie besaßen Stützweiten von 39,2 m am bayerischen Ufer und zweimal 67,7 m über dem Main. Die geometrische Höhe zwischen den Gurtungen betrug 8,0 m, der Abstand der Fachwerkträger 7,0 m.

### Brückenumbau 1932

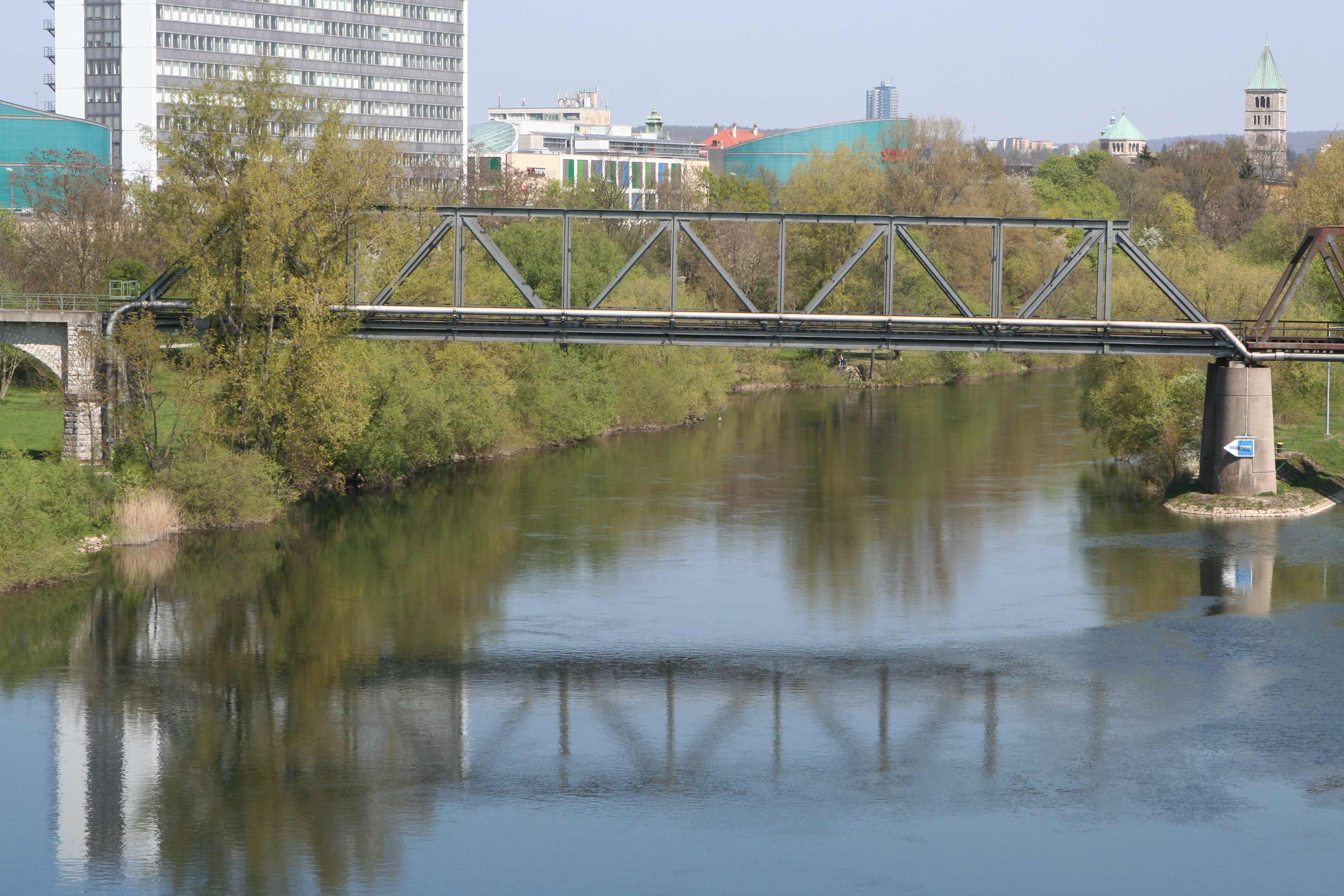
Alter Eisenbahnbrückenüberbau, seit 1984 in Schweinfurt

Größere Zugmassen mit wachsenden Achslasten führten 1932 zu einem Austausch der Überbauten der Eisenbahnbrücke. Der neue Überbau wurde als Strebenfachwerk mit parallelen Gurten und dem Durchlaufträger als Bauwerkssystem ausgebildet. Bauausführendes Unternehmen war erneut das Werk Gustavsburg von MAN, das die Bauteile mit der Bahn anlieferte. Die Belastungsprobe erfolgte am 12. Oktober 1932.

### Brückenwiederaufbau 1945 bis 1953

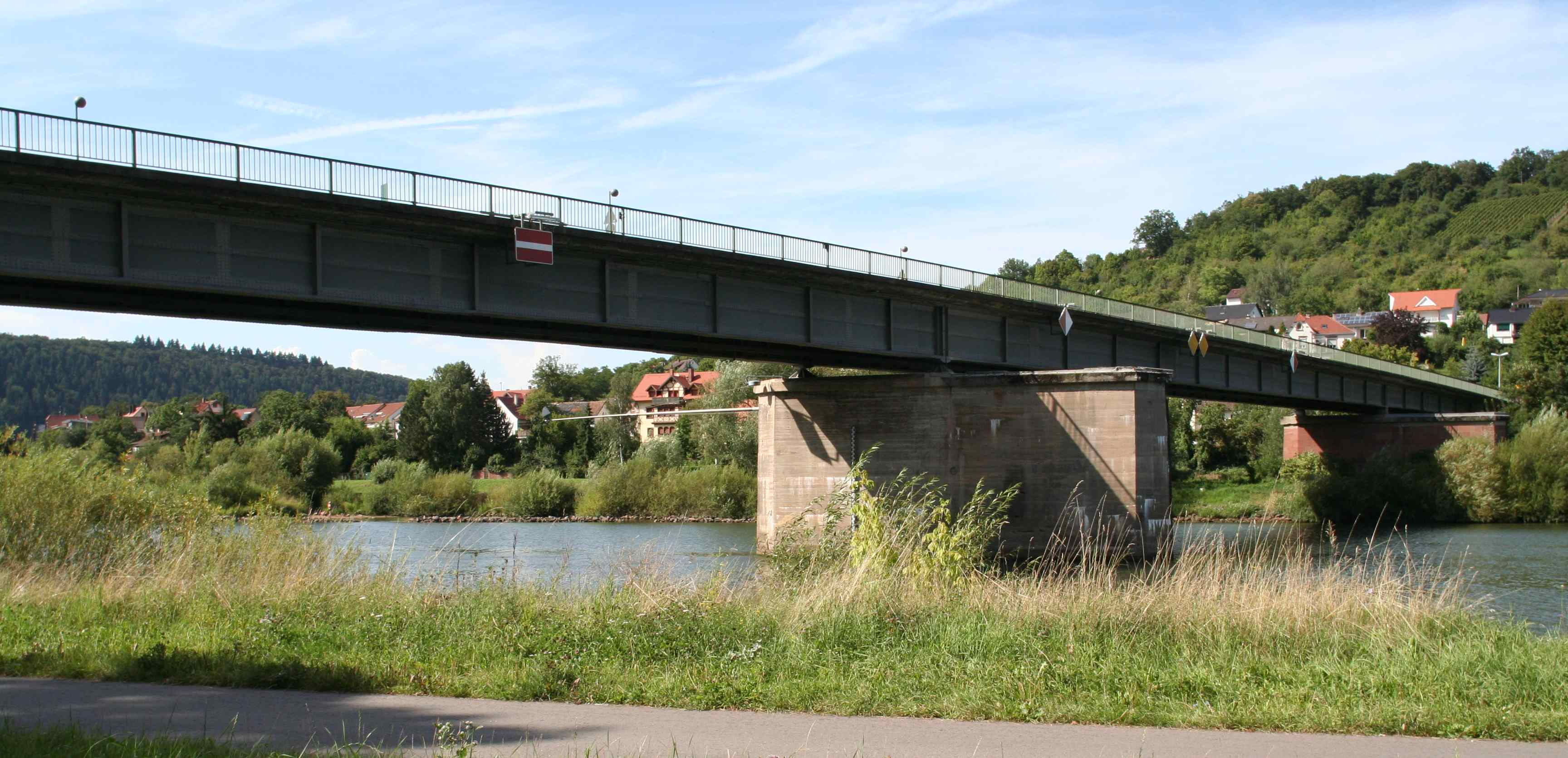
Ansicht Ostseite, ohne Eisenbahnbrückenüberbau

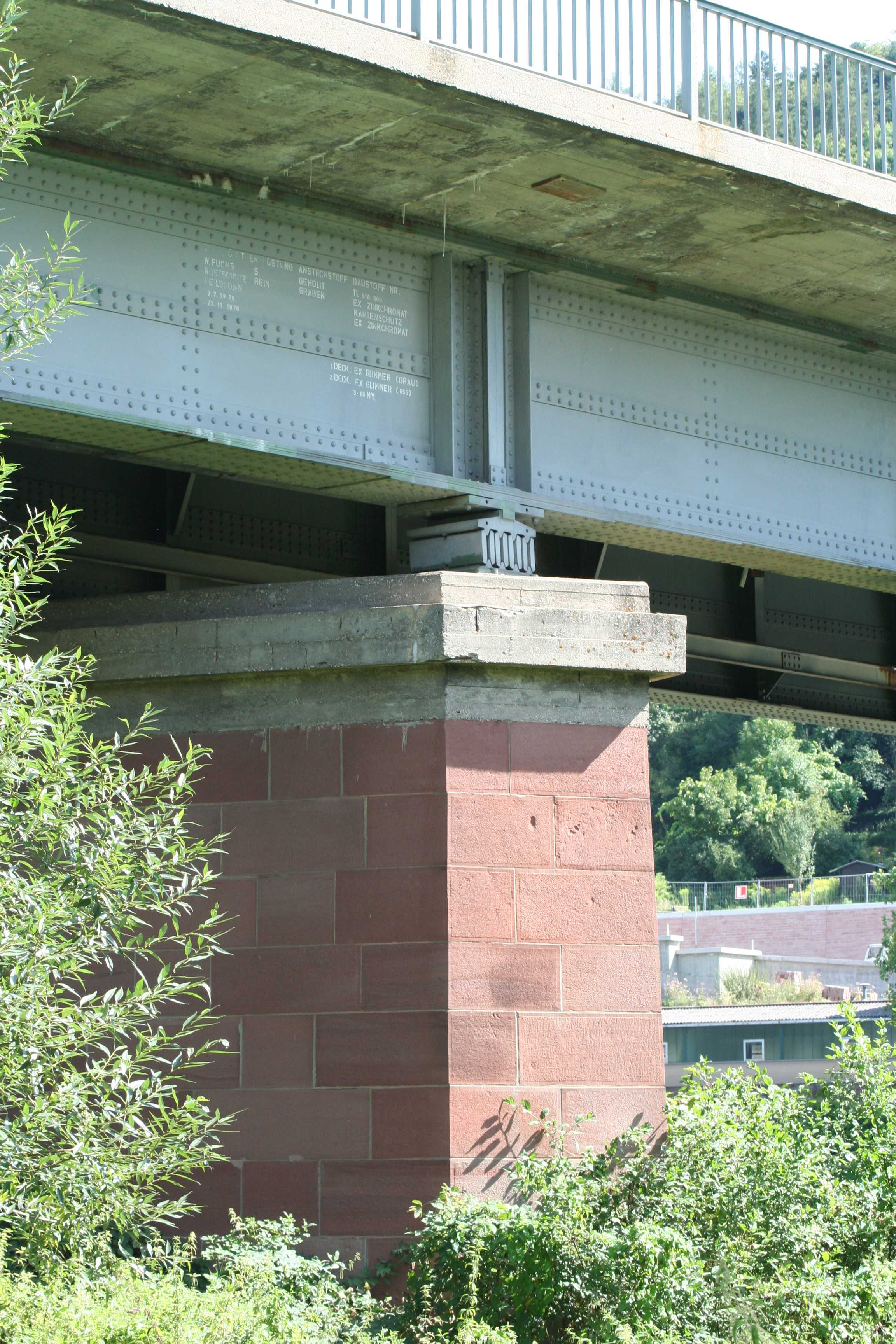
Brückenlager und genieteter Überbau

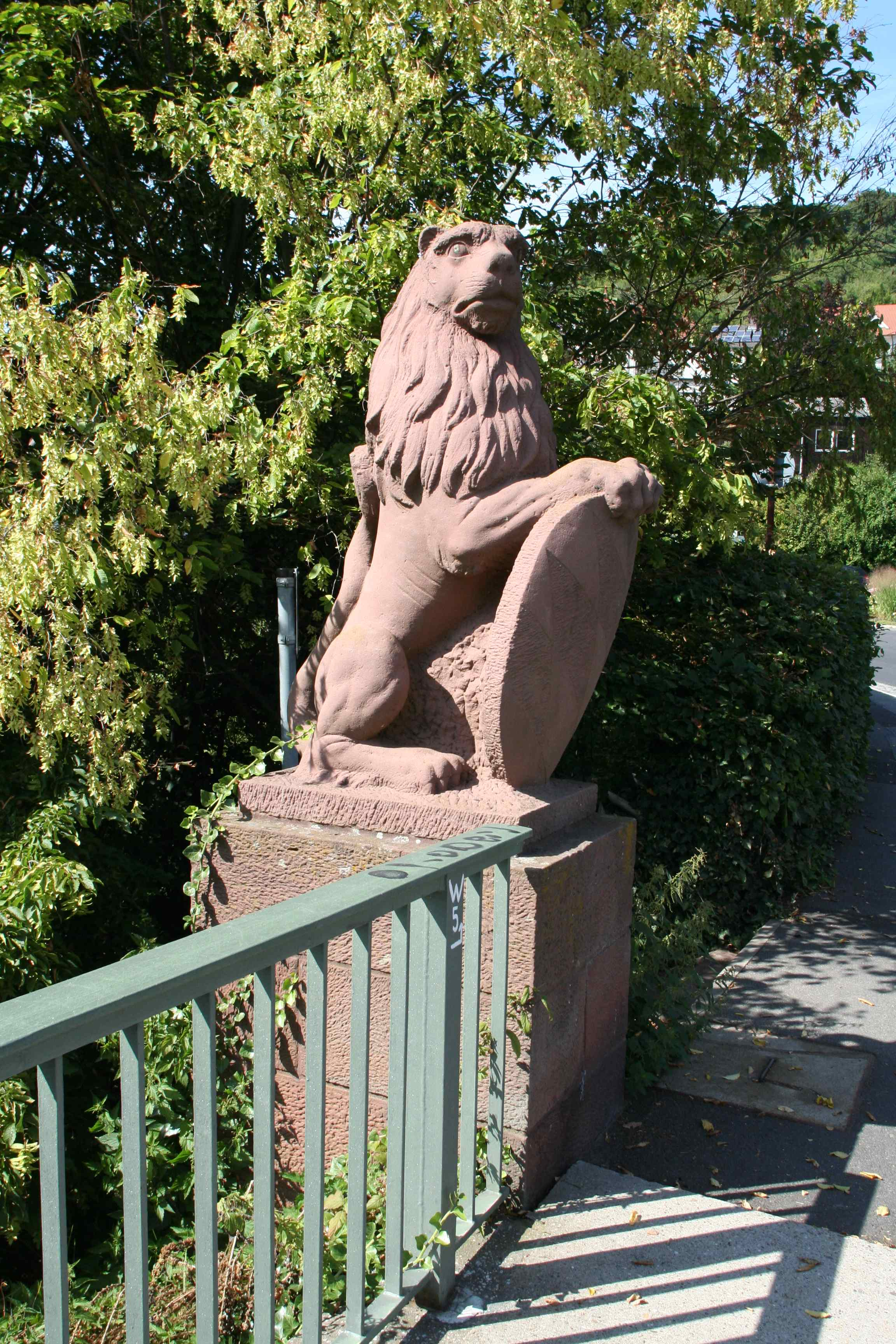
Löwe mit Schild aus Buntsandstein, am Kreuzwertheimer Widerlager

Im Zweiten Weltkrieg sprengten deutsche Truppen am 31. März 1945 die Brückenpfeiler, wodurch die Überbauten in den Main stürzten. Dabei verformten sich die relativ feingliedrigen Überbauten der über 60 Jahre alten Straßenbrücke so stark, dass auf eine Hebung und Instandsetzung verzichtet werden musste. Ab Mai 1945 bis zum Wiederaufbau der zerstörten Main- und Tauberbrücken unterhielt der Bahnhof Wertheim auch eine Fähre über den Main (als Schienenersatzverkehr) nach Kreuzwertheim. Eine Hebung und Reparatur der Eisenbahnbrücke ließ sich hingegen in der Nachkriegszeit durchführen, so dass ab dem 2. Januar 1948 der Zugverkehr wieder die Brücke nutzen konnte.
Der Wiederaufbau der Straßenbrücke wurde 1950 ausgeschrieben. Allerdings verzögerten sich Bauarbeiten an der neuen Deckbrücke aufgrund von Schwierigkeiten bei der Stahlbeschaffung. Als sich die Möglichkeit bot, ersatzweise den gesprengten stählernen Überbau der Autobahnbrücke Sulzbachviadukt zu verwenden, wurde der Brückenentwurf auf die Verwendung des Altstahls umgestellt. Im Januar 1952 begann die Demontage der genieteten Brücke in 13,4 m lange und bis zu 14 t schwere Teilstücke. Insgesamt 830 t Altmaterial wurden zum Main transportiert. Die Brückenfertigstellung folgte im Jahr 1953, bis dahin war ein Fährbetrieb als Notbehelf eingerichtet.

### Demontage der Eisenbahnbrücke 1984
Der Überbau der Eisenbahnbrücke wurde nach der Streckenstilllegung am 26. Mai 1979 und dem Rückbau der Gleise bis 1981 im Sommer 1984 demontiert. Bei den Arbeiten gab es einen Unfall am 24. Juni 1984, der einen Arbeiter das Leben kostete, als ein Brückensegment abstürzte. Nachdem um 13:00 Uhr der Einsturz der Eisenbahnbrücke über den Main zwischen Wertheim und Kreuzwertheim gemeldet wurde, musste ein Teil der Einsatzkräfte vom Hauptschadensgebiet der Fronleichnamsflut abgezogen werden, um in Wertheim auszuhelfen. Der mittlere Teil des Überbaus wurde mit Pontons nach Schweinfurt transportiert und als Ersatzüberbau über den Main für die Bahnstrecke Kitzingen–Schweinfurt wiederaufgebaut.

### Neubau
Der schlechte Zustand des Überbaus der Straßenbrücke und der die Schifffahrt störende Pfeiler in Flussmitte, den unter anderem am 14. März 1997 und am 4. März 2009 Schiffe rammten, führten zur Prüfung der Varianten einer Sanierung oder eines Neubaus. Im Februar 2021 vereinbarten das Land Baden-Württemberg und der Freistaat Bayern in einem Staatsvertrag einen Ersatzneubau der Brücke.

## Brückenkonstruktion seit 1953
Die insgesamt 10,1 m breite Straßenbrücke besitzt zwei Fahrstreifen mit je 3,5 m Breite sowie einseitig, stromabwärts einen Gehweg mit 2,0 m Breite. Das Bauwerkssystem ist in Längsrichtung ein 178 m langer Durchlaufträger, der mit einem Winkel von etwa 20 Grad zwischen Straßenachse und Stromrichtung schiefwinklig gelagert ist. Die Stützweiten betragen 40 m am nördlichen Ende sowie 69 m bei den beiden anderen Öffnungen. In Querrichtung ist ein zweistegiger Plattenbalken vorhanden, dessen Hauptträger einen Achsabstand von 6,28 m aufweisen. Die bis zu 22 cm dicke Stahlbetonfahrbahnplatte ist nur mit den Querträgern, die alle 2,9 m angeordnet sind, durch Kopfbolzen kraftschlüssig verbunden.